# Records des Kings de Sacramento
Cette page liste les records de l'équipe et des joueurs des Kings de Sacramento depuis leur création en 1948.

## Records individuels en saison régulière
Légende: En Gras : joueurs encore en activité en NBA.

### En carrière
| Statistique             | Joueur           | Record |
| ----------------------- | ---------------- | ------ |
| Matchs joués            | Sam Lacey        | 888    |
| Points                  | Oscar Robertson  | 22 009 |
| Passes décisives        | Oscar Robertson  | 7 731  |
| Interceptions           | Sam Lacey        | 950    |
| Total de rebonds        | Sam Lacey        | 9 353  |
| Contres                 | Sam Lacey        | 1 098  |
| Tirs marqués            | Oscar Robertson  | 7 713  |
| 3 points inscrits       | Buddy Hield      | 1 248  |
| Lancers francs inscrits | Oscar Robertson  | 6 583  |
| Pertes de balles        | DeMarcus Cousins | 1 624  |

### Sur un match
| Statistique                | Joueur                                           | Record | Date                                                      |
| -------------------------- | ------------------------------------------------ | ------ | --------------------------------------------------------- |
| Minutes                    | Norm Van Lier                                    | 59     | 20 décembre 1970                                          |
| Points                     | De'Aaron Fox                                     | 60     | 15 novembre 2024                                          |
| Paniers marqués            | Chris Webber                                     | 24     | 5 janvier 2001                                            |
| Paniers tentés             | Jack Twyman Chris Webber                         | 47     | 28 février 1959 5 janvier 2001                            |
| Paniers à 3 points réussis | Keegan Murray                                    | 12     | 16 décembre 2023                                          |
| Paniers à 3 points tentés  | Buddy Hield                                      | 21     | 25 novembre 2019                                          |
| Lancers francs réussis     | Nate Archibald Kevin Martin                      | 23     | 5 février 1972 21 janvier 1975 1er avril 2009             |
| Lancers francs tentés      | Oscar Robertson Kevin Martin                     | 26     | 27 décembre 1964 1er avril 2009                           |
| Rebonds défensifs          | DeMarcus Cousins Domantas Sabonis                | 20     | 3 mars 2015 29 janvier 2024 10 janvier 2025               |
| Rebonds offensifs          | Olden Polynice                                   | 14     | 11 mars 1994                                              |
| Total rebonds              | Jerry Lucas                                      | 40     | 29 février 1964                                           |
| Passes décisives           | Oscar Robertson Phil Ford                        | 22     | 29 octobre 1961 5 mars 1966 21 février 1979               |
| Interceptions              | Sam Lacey Danny Ainge Chris Webber Doug Christie | 8      | 5 février 1975 22 avril 1989 11 mars 2001 8 décembre 2002 |
| Contres                    | Duane Causwell Michael Stewart Chris Webber      | 9      | 18 avril 1991 6 janvier 1998 7 février 1999               |
| Balles perdues             | Mitch Richmond Mike Bibby Domantas Sabonis       | 11     | 13 décembre 1997 3 novembre 2006 2 janvier 2024           |

## Records individuels en Playoffs

### En carrière
| Statistique             | Joueur          | Record |
| ----------------------- | --------------- | ------ |
| Matchs joués            | Vlade Divac     | 58     |
| Points                  | Oscar Robertson | 1 159  |
| Passes décisives        | Oscar Robertson | 368    |
| Interceptions           | Doug Christie   | 87     |
| Total de rebonds        | Chris Webber    | 517    |
| Contres                 | Chris Webber    | 66     |
| Tirs marqués            | Chris Webber    | 471    |
| 3 points inscrits       | Peja Stojaković | 97     |
| Lancers francs inscrits | Oscar Robertson | 403    |
| Pertes de balles        | Chris Webber    | 166    |

### Sur un match
| Statistique                | Joueur                                                | Record | Date                                                  |
| -------------------------- | ----------------------------------------------------- | ------ | ----------------------------------------------------- |
| Minutes jouées             | Peja Stojaković                                       | 56     | 10 mai 2003                                           |
| Points                     | Oscar Robertson                                       | 43     | 28 mars 1963 10 avril 1963                            |
| Paniers marqués            | Oscar Robertson                                       | 17     | 28 mars 1963                                          |
| Paniers tentés             | Chris Webber                                          | 32     | 22 avril 2001                                         |
| Lancers francs réussis     | Oscar Robertson                                       | 21     | 10 avril 1963                                         |
| Lancers francs tentés      | Oscar Robertson                                       | 22     | 10 avril 1963                                         |
| Paniers à 3 points réussis | Mike Bibby                                            | 6      | 29 avril 2004                                         |
| Paniers à 3 points tentés  | Peja Stojaković Keegan Murray                         | 13     | 10 mai 2004 28 avril 2023                             |
| Rebonds défensifs          | Sam Lacey                                             | 19     | 13 avril 1975                                         |
| Rebonds offensifs          | Chris Webber Bonzi Wells                              | 10     | 22 avril 2001 28 avril 2006                           |
| Total rebonds              | Jack Coleman                                          | 28     | 8 avril 1951                                          |
| Passes décisives           | Oscar Robertson                                       | 18     | 29 mars 1964                                          |
| Interceptions              | Bill Robinzine Sam Lacey Ernie Grunfeld Doug Christie | 6      | 20 avril 1979 24 avril 1981 26 avril 1981 11 mai 2002 |
| Contres                    | Chris Webber                                          | 7      | 2 mai 2000                                            |
| Balles perdues             | Sam Lacey                                             | 7      | 25 avril 1979                                         |

## Records de la franchise

### Sur une saison
| Statistique                    | Record | Moyenne par match          | Saison    |
| ------------------------------ | ------ | -------------------------- | --------- |
| Points marqués                 | 9 898  | 120,7 points / match       | 2022-2023 |
| Rebonds                        | 5 665  | 70,8 rebonds / match       | 1961-1962 |
| Passes décisives               | 2 342  | 28,6 passes / match        | 1984-1985 |
| Interceptions                  | 863    | 10,5 interceptions / match | 1979-1980 |
| Contres                        | 618    | 7,5 contres / match        | 1991-1992 |
| Tirs marqués                   | 3 806  | 47,6 tirs / match          | 1961-1962 |
| Tirs tentés                    | 8 414  | 105,2 tirs / match         | 1961-1962 |
| Pourcentage au tir             | 50,4%  | /                          | 1984-1985 |
| 3 points marqués               | 1 178  | 14,4 tirs / match          | 2023-2024 |
| 3 points tentés                | 3 219  | 39,3 tirs / match          | 2023-2024 |
| Pourcentage à 3 points         | 40,1%  | /                          | 2003-2004 |
| Lancers francs marqués         | 2 262  | 27,6 tirs / match          | 1968-1969 |
| Lancers francs tentés          | 3 012  | 36,7 tirs / match          | 1968-1969 |
| Pourcentage aux lancers francs | 82,1%  | /                          | 1974-1975 |
| Pertes de balles               | 1 791  | 21,8 pertes / match        | 1973-1974 |